# Hermann Schichl
Hermann Roland Schichl (* 18. April 1968 in Wien) ist ein österreichischer Mathematiker an der Fakultät für Mathematik der Universität Wien.
Hermann Schichl studierte Technische Mathematik an der Technischen Universität Wien und promovierte 1999 sub auspiciis Praesidentis rei publicae an der Universität Wien bei Peter Michor mit der Dissertation On the existence of slice theorems for moduli spaces on fiber bundles. Nach einem Forschungsaufenthalt an den Bell Laboratories at Lucent Technologies wechselte er zurück an die Universität Wien, wo er derzeit in der Forschungsgruppe Computational Optimization über globale Optimierung und nichtglatte Optimierung arbeitet.
Im Jahr 2013 gewann er gemeinsam mit Roland Steinbauer den UNIVIE Teaching Award für innovative Lehrkonzepte und 2016 den österreichischen Ars Docendi-Staatspreis für exzellente Lehre im Bereich Lehr- und Prüfungsformen bei Einführungsveranstaltungen.